# 春風が舞う頃には
春風が舞う頃には（はるかぜがまうころには）は、北原愛子の18枚目のシングル。

## 解説
- 事実上のラストシングル。
- 表題曲は初のワンマンライブのタイトルを使用している。
- 初回生産分のみ未公開着ムービーの「LOVE CARD」か未発表曲着うたの「PEACE CARD」のどちらかのダウンロードが出来るカードみならず、当シングルとワンマンライブの連動応募券を封入した。
- 1枚目のベストアルバム「AIKO KITAHARA BEST」先行シングル。

## 収録曲
1. 春風が舞う頃には
  - 作詞:北原愛子／作曲:長幸一／編曲:葉山たけし
2. 雪
  - 作詞:北原愛子／作曲:高森健太／編曲:大橋雅人
3. 春風が舞う頃には(Instrumental)

## タイアップ
- 朝日放送「MUSIC FILE」2月度マンスリーピックアップ
- 日本テレビ系「気になる通販ランキング ポシュレデパート深夜店」2月度オープニングテーマ

## 参加ミュージシャン
- 春風が舞う頃には
  - 葉山たけし:Guitar
  - 岡崎雪:Chorus
- 雪
  - 大橋雅人:Bass
  - 岡崎雪:Chorus